# 渤海新区
渤海新区，东临渤海，北靠京津，与山东半岛、辽东半岛隔海相望，与天津滨海新区同处环渤海中心地带，是河北省举全省之力打造的重要沿海战略增长极。全区下辖“一市三园”，即黄骅市、中捷产业园区、南大港产业园区和临港经济技术开发区（国家级开发区），总面积2375平方公里，人口约57万人，海岸线130公里，区位、资源、交通优势十分突出。新區政府駐地為黄骅市渤海新区港城区一号路。

## 行政区划
渤海新区，河北省以建设沿海经济社会强省的目标，省委、省政府批准沧州市在沿海区域设立渤海新区，整合优势资源、打造经济新引擎的渤海新区于2017年7月正式成立。
2010年，升级为国家级经济技术开发区。
2011年10月27日，国务院批复了《河北沿海地区发展规划》，标志着河北沿海地区发展正式上升为国家战略，渤海新区迎来了千载难逢的发展机遇。
2014年2月26日，京津冀协同发展上升到国家层面，在京津冀中处于重要战略位置的渤海新区迎来更广阔的发展舞台。

## 人口
2020年底，根据第七次人口普查数据显示：全區常住人口为153135人。